# Itapebí
Itapebí (guaraní per a «pedra prima») és una entitat de població de l'Uruguai, ubicada a l'oest del departament de Salto.
Es troba a 48 metres sobre el nivell del mar. Té una població d'aproximadament cent habitants.